# Liste des stations du métro parisien ayant changé de nom

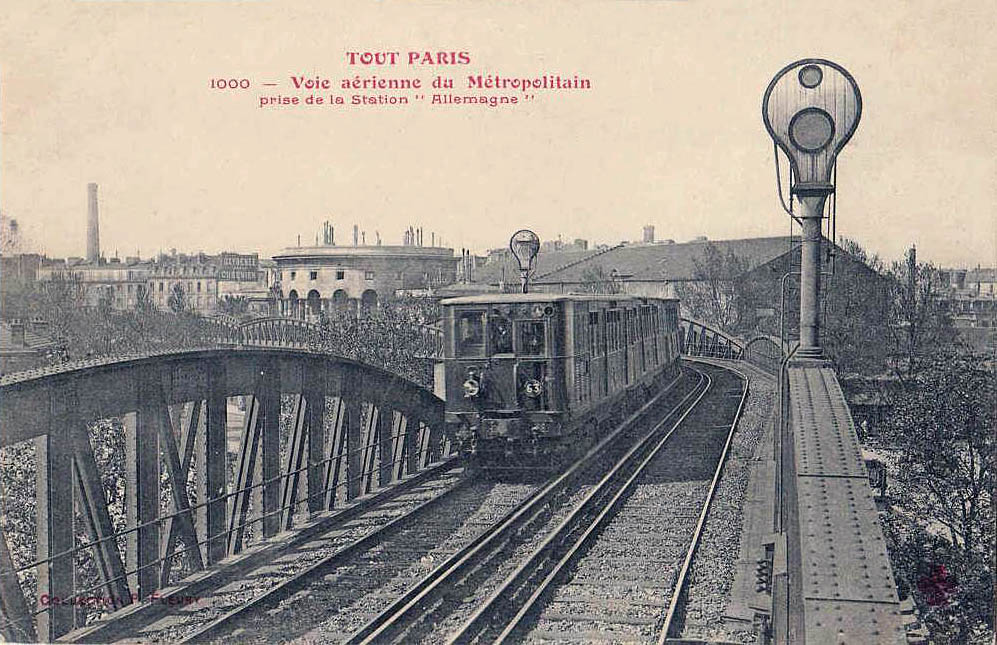
Carte postale du début du XXe siècle représentant une rame arrivant à la station Allemagne (actuelle station Jaurès) ; la station change de nom en août 1914 à la suite de la déclaration de guerre de l'Allemagne à la France, au début de la Première Guerre mondiale.

Cet article recense les stations du métro de Paris ayant changé de nom depuis leur ouverture.

## Généralités
Sur les 321 stations du métro de Paris, 50 ont changé de nom à un moment ou à un autre, certaines plusieurs fois. Les raisons de ces changements sont multiples, allant d'une volonté de simplification des noms employés à des décisions politiques.
Cinq stations changent de nom à la suite de la réunion de deux stations antérieures :
- Marcadet (ligne 4) et Poissonniers (ligne 12) deviennent en 1931 la station Marcadet - Poissonniers ;
- Aubervilliers (ligne 2) et Boulevard de la Villette (ligne 7) deviennent en 1942 la station Aubervilliers - Boulevard de la Villette (renommée en 1946 Stalingrad) ;
- Montparnasse (lignes 4 et 12) et Bienvenüe (lignes 6 et ancienne ligne 14, devenue ligne 13 en 1976) deviennent en 1942 la station Montparnasse - Bienvenüe ;
- Marbeuf (ligne 1) et Rond-point des Champs-Élysées (ligne 9) deviennent en 1942 la station Marbeuf - Rond-point des Champs-Élysées (renommée en 1946 Franklin D. Roosevelt) ;
- Martin Nadaud et Gambetta (ligne 3) fusionnent en Gambetta (lignes 3 et 3bis) en 1969.

En août 1914, au début de la Première Guerre mondiale, la rue d'Allemagne est renommée avenue Jean-Jaurès (en l'honneur de Jean Jaurès assassiné le mois précédent) et la rue de Berlin rebaptisée rue de Liège (pour honorer la résistance des forts de Liège). La station Rue d'Allemagne devient Jaurès et Berlin devient Liège.
Après la Seconde Guerre mondiale, entre 1945 et 1948, plusieurs stations sont renommées pour honorer la mémoire de résistants, alliés ou batailles :
- Aubervilliers - Boulevard de la Villette devient Stalingrad (en l'honneur de la bataille de Stalingrad, 1942-1943) ;
- Beaugrenelle devient Charles Michels (Charles Michels, député fusillé en 1941) ;
- Combat devient Colonel Fabien (alias de Pierre Georges, résistant mort en 1944) ;
- Grenelle devient Bir-Hakeim (bataille de Bir Hakeim, 1942) ;
- Lancry devient Jacques Bonsergent (Jacques Bonsergent, résistant fusillé en 1940) ;
- Marbeuf - Rond-point des Champs-Élysées devient Franklin D. Roosevelt (à la suite du renommage de l'avenue Franklin-D.-Roosevelt, le président américain Franklin D. Roosevelt, mort en 1945, effaçant le nom de Victor-Emmanuel III, roi d'Italie) ;
- Marcadet - Balagny devient Guy Môquet (Guy Môquet, militant communiste fusillé en 1941) ;
- Petits Ménages devient Corentin Celton (Corentin Celton, résistant fusillé en 1943) ;
- Pont de Flandres devient Corentin Cariou (Corentin Cariou, conseiller municipal fusillé en 1942) ;
- Torcy devient Marx Dormoy (Marx Dormoy, un des 80 parlementaires ayant refusé de voter les pleins pouvoirs au maréchal Pétain, assassiné par d'anciens cagoulards en 1941).

## Liste
La liste suivante recense les stations ayant changé de nom.
| Date               | Ancien nom                               | Nouveau nom                              | Ligne            | Notes |
| ------------------ | ---------------------------------------- | ---------------------------------------- | ---------------- | --- |
| 15 octobre 1907    | Avenue de Suffren                        | Rue de Sèvres                            | (6)              | Actuelle station Sèvres - Lecourbe |
| 15 octobre 1907    | Boulevard Barbès                         | Barbès - Rochechouart                    | (2)              | |
| 15 octobre 1907    | Place Mazas                              | Pont d'Austerlitz                        | (5)              | Actuelle station Quai de la Rapée |
| 15 octobre 1907    | Rue Saint-Denis                          | Réaumur - Sébastopol                     | (3) · (4)        | |
| 1912               | Carrefour Marcadet                       | Marcadet - Balagny                       | (13)             | Sur la ligne B du Nord-Sud ; actuelle station Guy Môquet |
| 13 juillet 1913    | La Motte-Picquet                         | La Motte-Picquet - Grenelle              | (6) · (8) · (10) | |
| novembre 1913      | Rue de Sèvres                            | Sèvres - Lecourbe                        | (6)              | |
| 15 novembre 1913   | Vaugirard                                | Saint-Placide                            | (4)              | Renommée afin d'éviter toute confusion avec la station Vaugirard du Nord-Sud, située dans le 15e arrondissement de Paris |
| août 1914          | Rue d'Allemagne                          | Jaurès                                   | (2) · (7)        | Dans le contexte du déclenchement de la Première Guerre mondiale, le nom fut changé en Jaurès, en l'honneur de l'homme politique Jean Jaurès, assassiné quelques jours plus tôt. La rue éponyme fut renommée dans la même logique. |
| 2 août 1914        | Berlin                                   | Liège                                    | (13)             | Le nom Berlin fut changé à la suite de la déclaration de guerre de l'Allemagne, au profit de Liège, en l'honneur de la ville belge prise quelques jours plus tôt par l'armée allemande.                                            |
| 1er juin 1916      | Pont d'Austerlitz                        | Quai de la Rapée                         | (5)              | |
| 27 mai 1920        | Alma                                     | George V                                 | (1)              | |
| 15 mai 1921        | Wilhem                                   | Église d'Auteuil                         | (10)             | Le nom Wilhem pouvait évoquer l'empereur allemand Guillaume II ce qui dérangeait dans le contexte d'après-guerre. |
| 1923               | Sèvres - Croix-Rouge                     | Sèvres - Babylone                        | (12)             | Sur la ligne A du Nord-Sud |
| 1926               | Caumartin                                | Havre - Caumartin                        | (3)              | |
| 1er novembre 1926  | Pont Notre-Dame                          | Pont Notre-Dame - Pont au Change         | (7)              | Actuelle station Châtelet |
| 15 octobre 1930    | Gare d'Orléans                           | Gare d'Orléans - Austerlitz              | (5)              | Actuelle station Gare d'Austerlitz |
| 5 mai 1931         | Boulevard Saint-Denis                    | Strasbourg - Saint-Denis                 | (4)              | |
| 5 mai 1931         | Reuilly                                  | Reuilly - Diderot                        | (1)              | |
| 20 mai 1931        | Champs-Élysées                           | Champs-Élysées - Clemenceau              | (1) · (13)       | |
| 25 août 1931       | Marcadet                                 | Marcadet - Poissonniers                  | (4)              | Fusion avec la station Poissonniers de la ligne 12 |
| 25 août 1931       | Poissonniers                             | Marcadet - Poissonniers                  | (12)             | Fusion avec la station Marcadet de la ligne 4 |
| 12 janvier 1932    | Saint-Sébastien                          | Saint-Sébastien - Froissart              | (8)              | |
| 30 juin 1933       | Avenue du Maine                          | Bienvenüe                                | (6) · (13)       | Actuelle station Montparnasse - Bienvenüe, renommée en hommage au créateur du métro parisien Fulgence Bienvenüe. |
| 15 avril 1934      | Pont Notre-Dame - Pont au Change         | Châtelet                                 | (7)              | Le nom « Pont au Change » figure encore sur les faïences des quais |
| 1er mars 1937      | Saint-Mandé                              | Picpus                                   | (6)              | |
| 1er mars 1937      | Commerce                                 | Avenue Émile-Zola                        | (10)             | Renommée au profit de la nouvelle station Commerce ouverte sur la ligne 8 |
| 26 avril 1937      | Tourelle                                 | Saint-Mandé - Tourelle                   | (1)              | Actuelle station Saint-Mandé |
| 12 juillet 1939    | Charenton                                | Dugommier                                | (6)              | Renommée afin d'éviter toute confusion avec les nouvelles stations de la ligne 8 alors en construction et devant desservir Charenton-le-Pont                                                                                       |
| 6 octobre 1942     | Aubervilliers                            | Aubervilliers - Boulevard de la Villette | (2)              | Fusion avec la station Boulevard de la Villette de la ligne 7 Actuelle station Stalingrad |
| 6 octobre 1942     | Boulevard de la Villette                 | Aubervilliers - Boulevard de la Villette | (7)              | Fusion avec la station Aubervilliers de la ligne 2 Actuelle station Stalingrad |
| 6 octobre 1942     | Bienvenüe                                | Montparnasse - Bienvenüe                 | (6) · (13)       | Fusion avec la station Montparnasse des lignes 4 et 12 |
| 6 octobre 1942     | Montparnasse                             | Montparnasse - Bienvenüe                 | (4) · (12)       | Fusion avec la station Bienvenüe des lignes 6 et 13 |
| 6 octobre 1942     | Marbeuf                                  | Marbeuf - Rond-point des Champs-Élysées  | (1)              | Fusion avec la station Rond-point des Champs-Élysées (ligne 9) Actuelle station Franklin D. Roosevelt |
| 6 octobre 1942     | Rond-point des Champs-Élysées            | Marbeuf - Rond-point des Champs-Élysées  | (9)              | Fusion avec la station Marbeuf (ligne 1) Actuelle station Franklin D. Roosevelt |
| 14 juillet 1945    | Beaugrenelle                             | Charles Michels                          | (10)             | |
| 19 août 1945       | Combat                                   | Colonel Fabien                           | (2)              | |
| 15 octobre 1945    | Petits Ménages                           | Corentin Celton                          | (12)             | |
| 27 janvier 1946    | Marcadet - Balagny                       | Guy Môquet                               | (13)             | |
| 10 février 1946    | Aubervilliers - Boulevard de la Villette | Stalingrad                               | (2) · (5) · (7)  | |
| 10 février 1946    | Lancry                                   | Jacques Bonsergent                       | (5)              | |
| 10 février 1946    | Pont de Flandres                         | Corentin Cariou                          | (7)              | |
| 1er mai 1946       | Vallier                                  | Louise Michel                            | (3)              | |
| 11 mai 1946        | Torcy                                    | Marx Dormoy                              | (12)             | |
| 30 octobre 1946    | Marbeuf - Rond-point des Champs-Élysées  | Franklin D. Roosevelt                    | (1) · (9)        | |
| 25 mai 1948        | Obligado                                 | Argentine                                | (1)              | |
| 18 juin 1949       | Grenelle                                 | Bir-Hakeim                               | (6)              | |
| 1970               | Étoile                                   | Charles de Gaulle - Étoile               | (1) · (2) · (6)  | Renommée en même temps que la place éponyme |
| 13 septembre 1970  | Bagnolet                                 | Alexandre Dumas                          | (2)              | Renommée afin d'éviter toute confusion avec les stations situées sur le prolongement de la ligne 3 vers la commune de Bagnolet |
| 1979               | Gare d'Orléans - Austerlitz              | Gare d'Austerlitz                        | (5) · (10)       | |
| 17 février 1988    | Cluny                                    | Cluny - La Sorbonne                      | (10)             | |
| 1989               | Louvre                                   | Louvre - Rivoli                          | (1)              | Dans le cadre de la création du Grand Louvre, l'entrée principale du musée du Louvre fut déplacée au niveau de la station Palais Royal. Les deux stations furent donc renommées pour signaler le nouvel accès du musée             |
| 1989               | Palais Royal                             | Palais Royal - Musée du Louvre           | (1)              | Voir ci-dessus (station Louvre - Rivoli) |
| 30 juin 1989       | Chambre des Députés                      | Assemblée nationale                      | (12)             | Le nom Chambre des Députés était devenu anachronique, l'institution ayant été renommée Assemblée Nationale lors de la fondation de la Ve République                                                                                |
| 1996               | Maisons-Alfort - École Vétérinaire       | École vétérinaire de Maisons-Alfort      | (8)              | |
| 1997               | Grande Arche de la Défense               | La Défense                               | (1)              | Renommage pour établir une cohérence avec la station du RER, la mention Grande Arche devenant un sous-titre. |
| 25 mai 1998        | Saint-Denis - Basilique                  | Basilique de Saint-Denis                 | (13)             | |
| 1er septembre 1998 | Rue des Boulets - Rue de Montreuil       | Rue des Boulets                          | (9)              | Renommée afin d'éviter toute confusion avec les stations situées sur la commune de Montreuil |
| 1er septembre 1998 | Rue Montmartre                           | Grands Boulevards                        | (8) · (9)        | Renommée afin de mettre fin aux confusions des touristes qui pensaient que la station desservait Montmartre |
| 1er septembre 1998 | Saint-Maur                               | Rue Saint-Maur                           | (3)              | Renommée afin d'éviter toute confusion avec la gare de Saint-Maur - Créteil située sur le RER A |
| 16 juillet 2002    | Saint-Mandé - Tourelle                   | Saint-Mandé                              | (1)              | |
| 8 mars 2007        | Pierre Curie                             | Pierre et Marie Curie                    | (7)              | Renommée en même temps que la rue éponyme dans un souci d'égalité entre les sexes |
| 14 juin 2008       | Gabriel Péri - Asnières - Gennevilliers  | Gabriel Péri                             | (13)             | Prolongement de la ligne vers Les Courtilles |